# Mauchen (Schliengen)
Mauchen ist ein Teilort der Gemeinde Schliengen im Landkreis Lörrach in Baden-Württemberg.

## Geographie
Mauchen ist ein nördlicher Teilort der Gemeinde Schliengen. Sein unregelmäßiger Siedlungsgrundriss liegt im Markgräfler Hügelland. Im Ort laufen das Freimühlenbächle und das Riedbächle zusammen. Mauchen grenzt im Osten an Liel und nach Westen an den Hauptort Schliengen. Nach Norden hin grenzt Mauchen an die Gemeinde Auggen, die bereits zum Landkreis Breisgau-Hochschwarzwald gehört.

## Geschichte

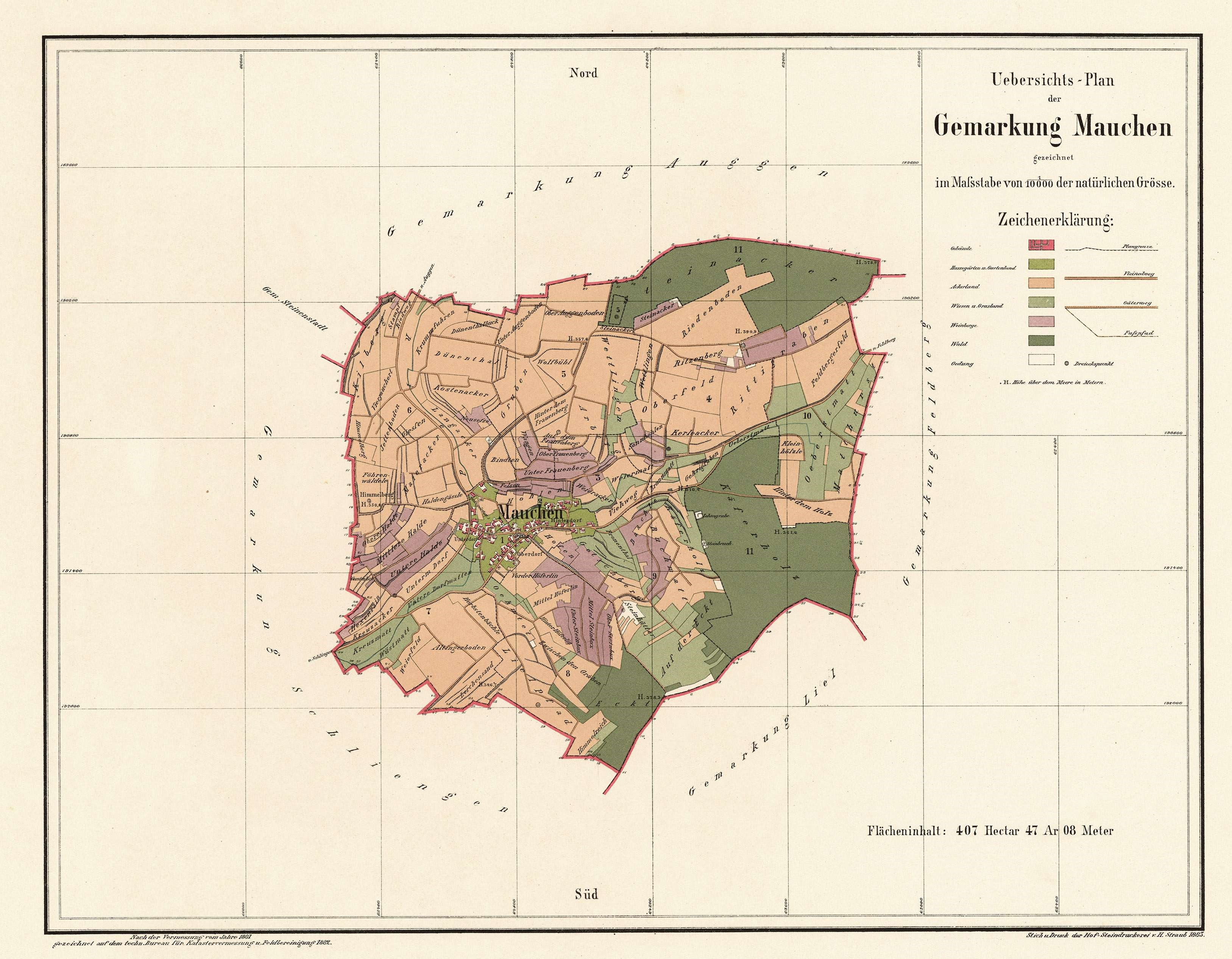
Historischer Gemarkungsplan Mauchens von 1883

Auf der Gemarkung von Mauchen kam es zu prähistorischen Funden, die insbesondere zu einer bronzezeitlichen Siedlung im Gewann Matthurst gehörten.
Die Ersterwähnung des Ortes Mauchen erfolgte 1147 als Muchheim mit einem Hof des Priorats von St. Ulrich im Schwarzwald. Zusammen mit Schliengen gehörte Mauchen zum Fürstbistum Basel, das den Ort als  Lehen den Herren von Üsenberg gab. Das Lehen wurde 1238 an die Familie Schaler aus Basel verkauft, die es 1327 an die Herren von Neuenfels verkauften. 1343 erwarb das Hochstift das Lehen zurück. Bereits im Hochmittelalter gehörten Hof- und Grundbesitz in Mauchen dem Kloster St. Peter und dem Stift Säckingen. In der Schlacht bei Schliengen (1796) wurde Mauchen von österreichischen Truppen unter Karl Aloys zu Fürstenberg eingenommen.
Im Jahr 1803 nach der Besitzname durch das Kurfürstentum Baden unterstand Mauchen bis 1810 dem Bezirksamt Schliengen und nach dessen Auflösung dem Bezirksamt Kandern. Als auch dieses Bezirksamt 1819 aufgelöst wurde, gehörte Mauchen zum Bezirksamt Müllheim. 1939 erhielt das Bezirksamt Müllheim die Bezeichnung Landkreis Müllheim, der dann per 1. Januar 1973 aufgelöst wurde, wonach Mauchen zum Landkreis Lörrach kam.

## Politik

### Ortschaftsverfassung
Die Ortschaftsverfassung ist seit 1973/74 eingeführt. Es gibt eine Ortsverwaltung mit Ortsvorsteher und sechs Ortschaftsräten. Im Zuge der Gemeindereform in den Jahren 1973/74 wurde durch die Hauptsatzung für den Gemeinderat die unechte Teilortswahl eingeführt. Mauchen hat im Gemeinderat von Schliengen 2 Sitze.

### Wappen
„In gespaltenem Schild vorn in Silber ein linksgewendeter schwarzer Bischofsstab (Baselstab), hinten in Rot eine silberne Traube mit zwei Blättern.“ Das Wappen wurde 1897 vom Generallandesarchiv Karlsruhe vorgeschlagen und von der Gemeinde angenommen. In der damaligen Version war die Traube noch blau. Nach Jahrzehnten wurde sie aus heraldischen Gründen durch eine silberne ersetzt. Der Baselstab soll an die historische Zugehörigkeit zur fürstbischöflichen Landvogtei Schliengen erinnern, die Traube hebt die Bedeutung des Weinbaus für die Gemeinde hervor.
Der vom Generallandesarchiv gewählte linksgewendete schwarze Baselstab entspricht nicht dem Wappenbild des früheren Fürstbistums Basel, das einen rechtsgewendeten roten Baselstab zeigt.

## Bevölkerung

### Einwohner
Die Zahl der Einwohner Mauchens entwickelte sich wie folgt:
| Jahr | Einwohner |
| ---- | --------- |
| 1852 | 448       |
| 1871 | 473       |
| 1880 | 398       |
| 1890 | 357       |
| 1900 | 362       |
| 1910 | 331       |
| 1925 | 357       |
| 1933 | 347       |

| Jahr | Einwohner |
| ---- | --------- |
| 1939 | 329       |
| 1950 | 343       |
| 1956 | 345       |
| 1961 | 345       |
| 1970 | 341       |
| 1990 | 318       |
| 2010 | 588       |
| 2013 | 618       |

### Religion
Durch die Zugehörigkeit zum Fürstbistum Basel ist die Reformation an Mauchen vorbeigegangen, so dass der Ort auch heute noch vorwiegend römisch-katholisch geprägt ist. Obwohl der Fürstbischof von Basel die Landesherrschaft über Schliengen ausübte, gehörte die Gemeinde kirchlich zur katholischen Diözese Konstanz, seit Beginn des 19. Jahrhunderts gehört sie zum Erzbistum Freiburg.
Die Zugehörigkeit zu den Religionsgemeinschaften verteilte sich in der Vergangenheit wie folgt:
| Religionszugehörigkeit in Mauchen | Religionszugehörigkeit in Mauchen | Religionszugehörigkeit in Mauchen | Religionszugehörigkeit in Mauchen |
| Jahr                              | Religion                          | Religion                          | Religion                          |
| --------------------------------- | --------------------------------- | --------------------------------- | --------------------------------- |
|                                   | evangelisch                       | katholisch                        | sonstige                          |
| 1858                              | 0,9 %                             | 99,1 %                            | 0 %                               |
| 1925                              | 1,1 %                             | 98,9 %                            | 0 %                               |
| 1950                              | 9,6 %                             | 90,4 %                            | 0 %                               |
| 1961                              | 8,1 %                             | 91,9 %                            | 0 %                               |
| 1970                              | 8,2 %                             | 91,8 %                            | 0 %                               |

## Kultur und Sehenswürdigkeiten

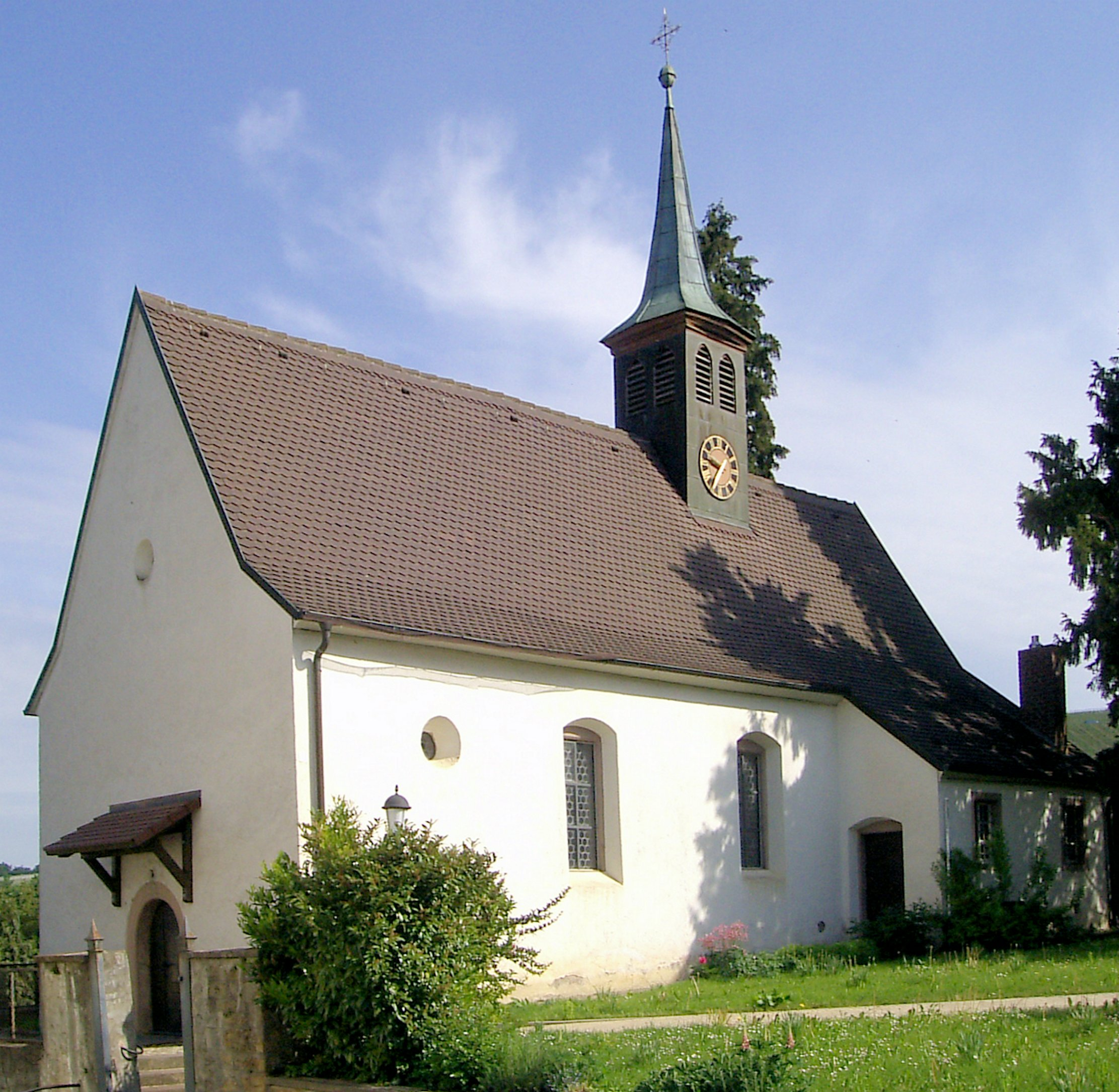
St.-Nikolaus-Kapelle

In Mauchen befindet sich die 1308 in urkundlicher Erstnennung befindliche St.-Nikolaus-Kapelle. 1486 entstand ein Wandtabernakel mit Relief. Eine grundlegende Neugestaltung der Kapelle erfolgte 1672. Zwischen 1978 und 1979 fanden umfangreiche Renovierungen statt, bei denen auch Wand- und Deckenmalereien aus der Bauzeit freigelegt werden konnten. 2016 bis 2017 fanden erneut Renovierungen statt.

## Wirtschaft und Infrastruktur
Aufgrund des milden Klimas werden in den Rebhängen der hügeligen Vorbergzone, zu der Mauchen gehört, Wein angebaut. Dementsprechend sind im Ort diverse Weingüter wie das Weingut Lämmlin-Schindler angesiedelt. Regionaltypische Sorten sind der Gutedel, Spät-, Grau-, und Weißburgunder sowie der Riesling und Sauvignon Blanc. Seit 1971 gibt es einen 3,4 Kilometer langen Weinlehrpfad, der 1996 wiedereröffnet wurde.
Mauchen hat eine eigene Abteilung der Freiwilligen Feuerwehr. Sie wurde am 19. Februar 1870 gegründet und besteht aus rund 30 aktiven Feuerwehrleuten. Das Feuerwehrhaus im Ort wurde am 28. und 29. Mai 1983 eröffnet.
Mauchen hat einen Kindergarten, eine Grundschule und eine Gemeindehalle (Burgunderhalle).
Der Markgräfler Radwanderweg von Freiburg nach Weil am Rhein verbindet Mauchen nach Norden mit Auggen und nach Süden Schliengen.

## Trivia
Der alemannische Dichter Johann Peter Hebel nennt den Ort in seiner Geschichte Der schlaue Pilgrim. „Wie weit ist es noch nach Jerusalem?“ „Siebenhundert Stunden; aber auf dem Fußweg über Mauchen ist es eine Viertelstunde näher.“ An der Auggener Straße beim Schwalbenhof befindet sich ein Gedenkstein mit dieser Aufschrift.